# Старая церковь в деревне Петяйявеси
Старая церковь в Пе́тяйявеси (фин. Petäjäveden vanha kirkko, встречается написание Петяявеси) — деревянная лютеранская церковь, построенная в 1763—1764 годах близ города Петяйявеси. В 1994 году церковь была внесена в список всемирного наследия ЮНЕСКО как выдающийся пример традиционного скандинавского церковного зодчества, в архитектуре которого гармонично сочетаются элементы эпохи Ренессанса, готики и традиционной финской деревянной архитектуры.
До строительства церкви жителям Петяйявеси приходилось проделывать долгий путь, чтобы добраться до ближайшей церкви в городе Ямся. Поэтому на совете общины было принято решение построить собственную церковь. В качестве места постройки был выбран живописный перешеек между озёрами Ямсянвеси (фин. Jämsänvesi) и Петяйянвеси (фин. Petäjävesi). Летом до церкви можно было добраться на лодке, а зимой — по льду. Церковь была построена по проекту архитектора Яакко Клеметинпойки Леппянена (фин. Jaakko Klemetinpoika Leppänen). В 1920-е годы церкви, находившейся в очень плохом состоянии, грозило разрушение, поэтому было решено начать первые реставрационные работы. Сейчас церковь — туристическая достопримечательность, летом проводятся службы.

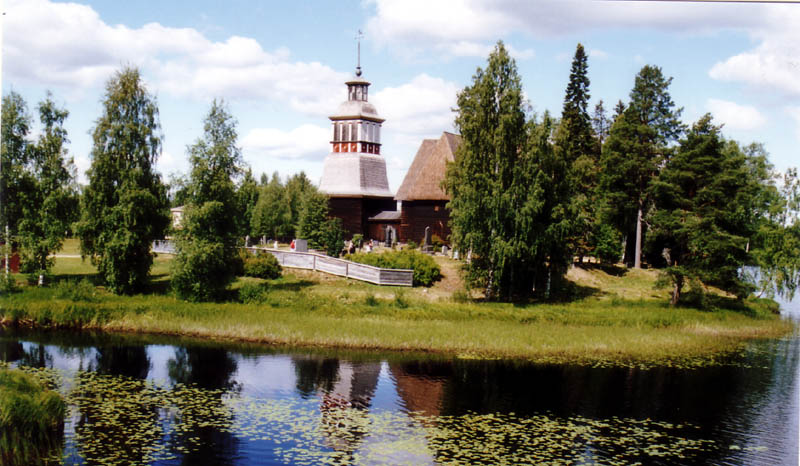